# Aykemaborg
De Aykemaborg was een borg ten westen van het Groningse dorp Grijpskerk. De borg zelf is gesloopt in 1768, maar de borgstee is ondanks de verkaveling nog vaag te herkennen in het landschap. De bijbehorende gracht is wel gedempt. 

## Geschiedenis
In het begin van de 16e eeuw kwamen meerdere Aykema's voor rond Grijpskerk, velen waren hooggeplaatste figuren. De eerste vermelding van de Aykemaheerd (gespeld als Akkuma) dateert echter van 1495, destijds bewoond door Focko Aykema. Toch was er ook sprake van meerdere Aykemaheerden bij Grijpskerk. De familie Aykema was zeer vroeg betrokken bij de Reformatie. Zo liet de weduwe van Luel Aykema de beelden uit de kerk van Grijpskerk weghalen in 1566. De Spanjaarden gaven de Aykemaheerd te Westerdijken vervolgens op als vernietigd. In 1596 werden de eigendommen van Hercke Aykema dan ook publiekelijk verkocht. Hij was de zoon van Taco Aykema en Swane Hylema en bij de verkoop hoorde dan ook de Hylemaheerd te Ruigewaard. Deze Hylemaheerd werd aangeduid als een borg met grachten en bijbehorende rechten. Mogelijk is deze Hylemaheerd dan ook de latere Aykemaborg. Een andere aanwijzing is de vermelding in een aantal klauwboeken van een Hylema- of Aikemaheerd. 
Cornelis Verduntz/Verduin werd de koper in 1596. Hij trouwde in 1618 op zijn sterfbed met Anna Heddema op de Aykemaborg, hier vermeld als de Blauweborg. Hun dochter Maria trouwde in 1630 met Ivo Auwema van Tolbert. De dochter van Ivo en Maria, Ulcia Maria Auwema, trouwde in 1652 met Jan Remmert Clant, afkomstig van de Borg te Godlinze. Jan Remmert overleed echter al in 1555 en Ulcia Maria in 1556. Hun dochter Trudea (gedoopt 1554) werd opgevoed door Etta Coenders, de tweede vrouw van haar grootvader Ivo Auwema. In de tussentijd werd Aykema bewoond door Michael Wijncken en Rixte van Rensen. Trudea werd op 13-jarige leeftijd samen met haar 17-jarige tante Bouwina Auwema geschaakt door Lucas en Willem Allard Clant. Ondanks de conflicten die hieruit voortvloeiden, slaagde Lucas Clant er toch in te trouwen met zijn achternicht Trudea Clant in 1667. Lucas zette zich in voor de komst van een veerdienst tussen Grijpskerk en Groningen, welke ook gerealiseerd werd in 1674. 
Lucas en Trudea Clant zijn beiden overleden voor 1706. Van hun 18 kinderen waren er toen nog 6 in leven. De oudste zoon Allard Joost kwam in het bezit van Aykema. Hij overleed echter ongehuwd in 1722. Daarmee kwam de borg in het bezit van zijn jongere broer Jan Remmert die eveneens ongehuwd stierf in 1726. De borg verviel toen aan de jongste broer Osebrand. Hij was getrouwd met Sybille Tamminga en samen hadden zij twee kinderen. Hun dochter Sibilla Plantina trouwde in 1746 met Petrus Geertsema op Aykema. Zoon Lucas Jan erfde de borg echter. Hij werd in 1748 lid van de Generaliteitsrekenkamer, maar bleef na zijn aftreden in Den Haag. In 1752 werd hij onder curatele gesteld omwille van zijn geestelijke gezondheid. In 1755 werd Aykema gerechtelijk verkocht door de crediteurs van Lucas Jan. De borg met bijbehorende rechten en 38 grazen land werd gekocht door Willem baron van In- en Kniphuisen, heer van Nienoord. Van In- en Kniphuisen bood de borg meermaals te huur aan, het is onbekend of dit succesvol was. Aykema werd gesloopt in 1768, het hout van de omringende bomen bracht hierbij meer geld op dan het vrijgekomen materiaal van de borg. Het schathuis en de schuur werden op afbraak verkocht in 1771. 

### Brouërius van Nidek
Een van de bewaard gebleven prenten van Aykema is van de hand van Jacobus Stellingwerff. Stellingwerff was een goudsmid uit Amsterdam die later tekende in opdracht van de oudheidkundige Matheus Brouërius van Nidek. Beiden kenden elkaar via Stellingwerffs schoonvader Arnold Houbraken. Matheus was de enige verzamelaar van topografische afbeeldingen die een helder overzicht voor ogen had met zijn Atlas der Vereenigde Nederlandsche Provintien. Hiervoor zocht hij mensen in het hele land die hem schetsen opstuurden. Deze werden vervolgens nagetekend door Stellingwerff om zo tot een uniforme collectie te komen. Onder de tekening van Aykema heeft Matheus zelf het onderschrift 'Aikema te Grijpskerke' gezet en later heeft hij er nog met andere inkt in het Latijn aan toegevoegd: '1587 Ataviæ meæ domus Gentilitia', hetgeen zoveel betekent als 'mijn voorvaderlijk familiehuis'. Brouërius van Nidek heeft ook meegewerkt aan het Groot algemeen historisch, geografisch, genealogisch en oordeelkundig woordenboek van David van Hoogstraten en Jan Lodewijk Schuer uit 1725. Hierin is onder andere de genealogie opgenomen van Brouërius van Nidek. Zijn overgrootvader Konraadt van Nidek was afkomstig uit Keulen en studeerde godgeleerdheid aan de Abdij van Fulda waarna hij predikant te IJhorst werd. Hij trouwde met Fenne Aikema. Hun zoon Abraham Brouërius van Nidek trouwde te IJhorst met Katelyne Neve. Hun zoon Matthias Brouërius van Nidek werd geboren te Meppel. Matthias trouwde met Johanna van Aalst en werd koopman te Amsterdam. Hier werd Matheus Brouërius van Nidek ook geboren in 1677. Zijn vader overleed in 1681.
In het voorwoord van zijn Analecta Medii Ævi of Oude en nooit voorheen gedrukte Nederlandsche Geschiedenisboeken uit 1725 schrijft Brouërius dat hij omstreeks 1689 twee jaar bij zijn tante Theodora Aykema te Leegkerk verbleef. Theodora Aykema was namelijk getrouwd met Johannes Brouërius van Nidek, de jongere broer van zijn vader, die predikant te Hoog- en Leegkerk was. Destijds kreeg Matheus van zijn neef Jonker Johannes Aykema een handschrift van Tjalling Aykema, 'Chronixke van de Ommelanden'. Dit werk heeft hij later ook opgenomen in zijn Analecta Medii Ævi. In 1696-97 stond Brouërius van Nidek ingeschreven bij de Universiteit van Franeker. Als Matheus destijds nog bij zijn familie in Groningen woonde, was Franeker een logische keuze. Grijpskerk had namelijk een trekschuitverbinding met Dokkum, vanwaar Franeker via Leeuwarden te bereiken was. Later volgde hij nog een studie in Leiden. Hij trouwde met Maria Hermans met wie hij zes kinderen kreeg. Na een tijd in Amsterdam gewoond te hebben, kocht hij 'Het Huijs Uittenbos' bij de Haarlemmerhout. Hij overleed uiteindelijk in Naarden in 1742, waarna zijn atlas geveild werd.

Borgstee van Aykema ten westen van Grijpskerk op kadasterkaart (1832)

## Ligging
Aykema bevond zich zo'n kilometer ten westen van Grijpskerk bij de aansluiting van de Bosscherweg (vroeger de Boere Weg) op de Friesestraatweg (vroeger Heere(n) Weg). De borg bevond zich op een vierkant, omgracht borgstee van zo'n 90 bij 90 meter en had een oprijlaan naar de Heere Weg van zo'n 250 meter. 

## Huidige situatie
Ondanks alle verkavelingen is de locatie van de borgstee door het slotenpatroon nog steeds te herkennen in het landschap. Kadasterkaarten uit de vorige eeuw gaven aan dat het perceel nog een lichte glooiing kende, maar gezien de huidige functie van landbouwgrond heeft het bewerken van de grond deze glooiing over de jaren mogelijk verminderd. Actuele kadaster- en reliëfkaarten geven deze lichte verhoging dan ook niet meer weer.